# Torre delle Finanze
La Torre delle Finanze (Tour des Finances in francese, Financietoren in olandese) è un grattacielo di Bruxelles, in Belgio. 

## Caratteristiche
Progettato dagli architetti Hugo Van Kuyck, Marcel Lambrichs e Léon Stynen, è il secondo edificio più alto del Belgio, dopo la Tour du Midi, e ha il maggior numero di uffici di qualsiasi edificio del paese.
L'edificio è alto 145 metri e ha 36 piani. 
La torre è stata coinvolta in una ristrutturazione su larga scala tra il 1º gennaio 2005 e il 2008. Il piano, ha previsto la sostituzione della vecchia facciata con una facciata continua blu e bianca, la rimozione di tutto l'amianto, lo smantellamento del nucleo dell'ascensore esterno e la costruzione di nuovi ascensori all'interno del edificio. Lo spazio per uffici perduto da questa ristrutturazione è compensato da un nuovo edificio di 11 piani costruito ad est della torre. L'edificio ristrutturato offre uno spazio per uffici a 4.600 lavoratori, un aumento rispetto ai 3.200 presenti prima del rinnovo. 
L'antenna, che è montata sulla cima della torre, serve le due emittenti televisive nazionali belghe e viene utilizzata solo per le trasmissioni digitali. Accanto una delle entrate dell'edificio si trova il gruppo scultoreo L'Âme sentinelle dello scultore contemporaneo Nat Neujean.

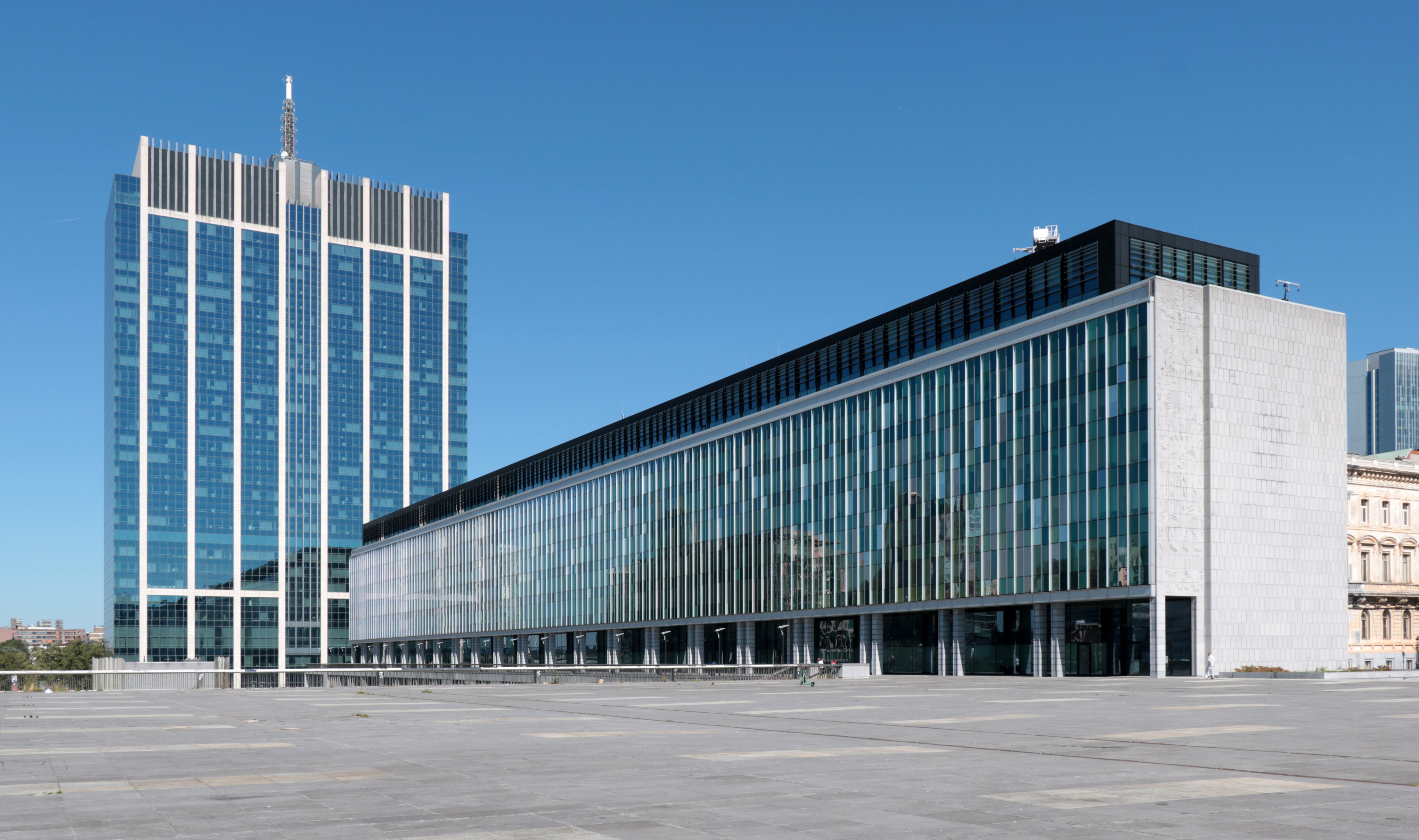
La Torre delle Finanze e il Centro Amministrativo Statale.